# Михалёв, Алексей Михайлович
Алексе́й Миха́йлович Михалёв (26 декабря 1944 — 8 декабря 1994, Москва, Россия) — советский и российский переводчик. Получил широкую известность, занимаясь закадровым озвучиванием. Член Союза писателей России.

## Биография
Родился 26 декабря 1944 года в семье журналиста и артистки балета. Учился в балетном училище, оставил балет после серьёзной травмы.
Окончил Институт стран Азии и Африки при МГУ со специализацией по фарси (персидскому языку). Работал переводчиком в посольствах СССР в Афганистане и Иране, затем в Москве в распоряжении Министерства иностранных дел СССР (переводил при встречах Л. И. Брежнева с лидерами этих стран). Одновременно с начала 1970-х годов переводил художественную литературу с персидского (Голамхосейн Саэди, Ирадж Пезешк-зод и др.) и английского (Мюриэл Спарк, Уильям Фолкнер, Джон Стейнбек, Джон Кутзее, Джеймс Джонс, Грэм Грин, Питер Коррис и др.).
Наибольшую известность Алексей Михалёв получил в качестве переводчика кинофильмов. Он переводил фильмы с персидского и английского на Московских международных кинофестивалях, а с 1979 года на широко распространившихся в СССР «пиратских» видеокассетах (один из первых переводов — фильм «Пролетая над гнездом кукушки», 1979 год). Широкую известность приобрели его переводы фильмов «Крёстный отец», «Сверкающие сёдла», «Апокалипсис сегодня», «Амадей», «В джазе только девушки», «Безжалостные люди», «Самолётом, поездом и автомобилем», «Ничего не вижу, ничего не слышу», «Зловещие мертвецы 3: Армия Тьмы», «Мизери» и голливудских мультфильмов («101 далматинец», «Аладдин» и пр.).
Скончался от лейкемии 8 декабря 1994 года в Москве, не дожив 18 дней до 50-летнего юбилея. Он не любил обращаться к врачам и поэтому о своей болезни узнал слишком поздно, когда лечение уже не давало надежды на благоприятный исход. О своей болезни до последнего времени никому не говорил, даже своим близким друзьям. Похоронен в родственном захоронении на Миусском кладбище (участок № 3).

## Оценки
Переводы Михалёва высоко ценились как рядовыми любителями кино, так и в профессиональной среде.
- Кинокритик Сергей Кудрявцев называл его «Моцартом синхронного перевода», поскольку он умел точно ухватить интонацию фильма, с которым работал, и донести её до зрителей, что делало его переводы яркими и запоминающимися, и указывал, что порой озвученные им кинокартины становились «лучше, чем они были на самом деле»[3].
- Киновед Андрей Плахов отмечал перфекционизм Михалёва, с которым тот подходил к делу, его постоянное стремление к совершенству, и относил переводчика «к вымирающей породе людей, не способных к профессиональному компромиссу»[4].

## Видеоинтервью
- Полная версия интервью Алексея Михалёва ведущему программы о кино «Мегамикс» на телеканале «1-й канал Останкино» Александру Фрумину (Дом кино, март 1992 года)
- Памяти Алексея Михалёва (Абзац, РТР, февраль 1995 года)